# Famille de Mellon
La famille de Mellon est une famille subsistante de la noblesse française, d'ancienne extraction, originaire de Bretagne.

## Histoire
La famille de Mellon est originaire du Rennais, où elle s'est entièrement développée jusqu'au XIXe siècle.
On trouve un Geoffroy de Mellon, tué au combat des Trente en 1351, mais il n'est pas prouvé que ce personnage appartienne à cette famille.
Cette famille figure dans les montres de la noblesse de Bretagne dès 1427, ainsi qu'à la réformation de 1513.
Elle a été maintenue noble en 1669 devant le Parlement de Bretagne, à Rennes.

## Filiation
La filiation suivie commence avec Jehan Ier de Mellon, seigneur du Galisson (Montgermont), maintenu noble en aout 1427, marié avec Guillemette Baudouin, qui eurent pour fils :
- Jehan II de Mellon, procureur d'Arthur III de Bretagne, miseur de Rennes en 1467 et 1468, marié vers 1450 avec Perrine de L'Estourbeillon, dont :
  - Raoul de Mellon, marié avec Hélène Havard, dont :
    - Jehan III de Mellon, notaire royal en la sénéchaussée de Rennes en 1544, marié vers 1520 avec Julienne Le Bigot, dont :
      - Pierre Ier de Mellon, seigneur de la Guignardays et du Vaugaillard, marié vers 1555 avec Perrine de Préauvé, dont :
        - Pierre II de Mellon, seigneur de la Guignardays et du Vaugaillard, né le 28 mars 1562, lieutenant du gouverneur de Rennes lors des guerres de la Ligue, marié le 2 mai 1583 avec Noëlle de Carrion, dont :
          - Guy de Mellon, seigneur de la Guignardays, marié vers 1638 avec Marie Besnard, dame de la Branchouère, dont :
            - Jacques de Mellon, seigneur de la Guignardays, né le 26 mars 1643, marié en 1668 avec Georgine Mérault, dame des Mesnils, qui poursuivirent.

Le dit Jacques de Mellon fut maintenu noble le 20 février 1671 par la Chambre de la Réformation du Parlement de Bretagne, à Rennes.
La famille de Mellon a ensuite acquis par mariage la seigneurie de la Ville-Cotterel, à Montauban-de-Bretagne.

## Personnalités
- Jacques François de Mellon, chef de bataillon dans l'armée catholique et royale de Bretagne durant la Révolution française, chevalier de Saint-Louis. Il fut maire de Montauban-de-Bretagne et conseiller général d'Ille-et-Vilaine de 1815 à 1830.

## Armoiries
- Blason : D'azur à trois croix pattées d'argent
- Devise : « Crux spes mea »